# Mac OS X Public Beta
Mac OS X Public Beta (внутрішнє ім'я "Kodiak") — рання бета-версія операційної системи від Apple Mac OS X Cheetah. Була представлена публіці 13 вересня 2000 року за $29.95. Дозволила розробникам програмного забезпечення та першим компаніям-впровадникам спробувати нову операційну систему до її фінального релізу. Мала версію збірки 1H39.